# Daya (Taizhong)
Daya (chiń. upr. 大雅区; chiń. trad. 大雅區; pinyin Dàyǎ qū; Wade-Giles Ta-ya ch’ü) – dzielnica (chiń. 區, qū) w rejonie górskim miasta wydzielonego Taizhong na Tajwanie. 
23 czerwca 2009 komitet przy Ministrze Spraw Wewnętrznych Republiki Chińskiej zarekomendował scalenie dotychczasowego powiatu Taizhong (chiń. trad. 臺中縣; pinyin Táizhōng xiàn) i miasta Taizhong (chiń. trad. 臺中市; pinyin Táizhōng xiàn) w miasto wydzielone (chiń. 直轄市, zhíxiáshì); wszystkie gminy wiejskie (chiń. 鄉, xiāng), jak Daya, miejskie oraz miasta wchodzące w skład powiatu zostały przekształcone w dzielnice (chiń. 區, qū). Ustawa weszła w życie 25 grudnia 2010 roku.
Populacja dzielnicy Daya w 2016 roku liczyła 94 488 mieszkańców – 47 284 kobiety i 47 204 mężczyzn. Liczba gospodarstw domowych wynosiła 29 107, co oznacza, że w jednym gospodarstwie zamieszkiwało średnio 3,25 osób.

## Demografia (2011–2016)
| Rok  | Liczba ludności | Gęstość zaludnienia | Kobiety | Mężczyźni | Gospodarstwa domowe |
| ---- | --------------- | ------------------- | ------- | --------- | ------------------- |
| 2011 | 90 591          | 2795                | 45 020  | 45 571    | 26 724              |
| 2012 | 91 367          | 2819                | 45 449  | 45 918    | 27 054              |
| 2013 | 91 939          | 2836                | 45 836  | 46 103    | 27 438              |
| 2014 | 92 628          | 2857                | 46 235  | 46 393    | 27 921              |
| 2015 | 93 661          | 2889                | 46 845  | 46 816    | 28 428              |
| 2016 | 94 488          | 2915                | 47 284  | 47 204    | 29 107              |